# Oedignatha microscutata
Oedignatha microscutata är en spindelart som beskrevs av Eduard Reimoser 1934. Oedignatha microscutata ingår i släktet Oedignatha och familjen flinkspindlar. Inga underarter finns listade i Catalogue of Life.